# إدو فيمين
إدوارد كارل فيمين (بالهولندية: Eduard Fimmen) (18 يونيو من عام 1881، أمستلفين- 14 ديسمبر من عام 1942، كويرنافاكا)؛ يُعرف أيضًا باسم إدو فيمين، وقد كان عضوًا في اتحاد نقابة العمال في هولندا.

## نشأته
وُلد فيمين في أمستلفين في 18 يونيو من عام 1881. كان والده إدوارد هيرمان يوهان فيمين تاجرًا، أما والدته فهي تيريز أنسول؛ كان كل من والديه من أصول ألمانية. تزوج من جولي لوسي كورنيليا (نيللي) ميشن في 18 يناير من عام 1906، وأنجبا طفلةً وطفلًا. التقى فيمين بالصحفية الألمانية أليدا كاميرير في ديسمبر من نفس العام، وأنجب منها ابنتين في الوقت الذي كان فيه مايزال متزوجًا من جولي.
ارتاد فيمين مدرسة أمستردام التجارية العامة منذ عام 1894 وحتى عام 1989. طوّر فيمين موهبته في تعلم اللغات الفرنسية والألمانية والإنجليزية وكتابتها والتحدث بها بطلاقة. استطاع كسب المال باعتباره مترجمًا بعد وفاة والده عندما كان في السادسة عشرة من عمره. جُذب إلى جيش الخلاص بعد فترة من خدمته في الجيش الهولندي، وذلك بسبب التزامه المسيحي وليس بسبب إعجابه بالمنظومة العسكرية. شارك فيمين في مجلة لاسلطوية مسيحية بعنوان فريدي (سلام) وحركة رين ليفين، ونشر رسائله تحت الاسم المستعار إيدو، وذلك بعد مقابلته طالبي الإلهيات لودفيك فان مييروب أحد أعضاء الكنيسة المصلحة الهولندية، والمعمداني مينو هويزينغا. ضمت المجموعة شبانًا من خلفيات مختلفة، من حيث الدرجة العلمية والمهنة الوظيفية والمعرفة والإيمان، لكنهم تشاركوا جميعًا في الرغبة في الطهارة الكاملة للجسد والروح. كان كل من فيمين وهويزنغا محرران رئيسيان لهذه المجموعة، إذ خصص فيمين وقت فراغه بين عامي 1901 و1908 من أجل المجموعة. قامت المجموعة بالتحريض ضد الدعارة بشكل خاص.  ترأس فيمين اجتماعات أمستردام والمؤتمرات نصف السنوية خلال معظم تلك الفترة؛ ومع ذلك، بدأت الخلافات حول الزواج «الحر» والزواج «البرجوازي» بالنشوء بدءًا من عام 1905. بحلول عام 1908، أصبح فيمين ضمن صفوف إحدى المجموعات التي اعتبرت أن الحركة لم تعد لاسلطوية، ثم غادر الحركة بشكل نهائي بعد خلافه مع مييروب.
نشط فيمين أيضًا في جمعية قمع المالثوسيين الجدد من خلال المقالات التي نشرها باستخدام الاسمين نيل جاكارد وإيدو في مجلة تيخي لوخي إين خيويلد (ضد الأكاذيب والعنف)، التي حررها فان مييروب. قام بترجمة مواد من مؤتمر الرابطة الدولية لمناهضة الحرب (26-28 يونيو 1904) المنعقد في أمستردام. ترأس فيمين اليوم الأخير من المؤتمر بتشجيع من دوميلا نيوينهويس، إذ أيد اللاسلطويون المسيحيون -مثل الاشتراكيين والمسيحيين والثوريين- معارضة الخدمة العسكرية والإضراب العام في حالة الحرب.

## مسيرته في اتحاد نقابة العمال
عمل فيمين مساعدًا -على الأرجح في شركة البترول الأمريكية- وانضم خلال إضراب عام 1903 إلى الاتحاد العام لموظفي المكاتب والموظفين التجاريين. انتُخب فيمين سكرتيرًا بعد تحالفه مع جي إل نيرميير؛ ثم اضطر إلى التخلي عن وظيفته، ودعم نفسه من خلال عمله في مجال الترجمة لصالح جاي. سي. دالمير. أصبح فيمين أحد مؤسسي الاتحاد العام لموظفي المكاتب والموظفين التجاريين في هولندا في 22 أكتوبر من عام 1905. وعمل أمينًا للصندوق منذ عام 1905 حتى عام 1907، ثم أمينًا منذ عام 1907 حتى عام 1916. كما قام أيضًا بتحرير أونزي سترايد (كفاحنا) منذ عام 1909 حتى عام 1916. قاد الاتحاد حملة ناجحة من أجل المساواة في الأجور بين الرجال والنساء في عام 1909.
عمل فيمين أمينًا عامًا للاتحاد الدولي لعمال النقل في الفترة الممتدة بين عامي 1919 و1942. نظم فيمين سعاةً للاستخبارات العسكرية السوفيتية، بالإضافة إلى تقديمه مساعدات البريطانيين، خلال المراحل الأولى من الحرب العالمية الثانية في أوروبا.